# Turnstunde in Ins
Die Turnstunde in Ins (auf Französisch auch Leçon de gymnastique à Anet) ist ein Gemälde von Albert Anker aus dem Jahr 1879.

## Bildbeschreibung
Das Gemälde hat die Masse 96 × 147,5 Zentimeter. Es ist in Öl auf Leinwand ausgeführt und unten links mit Anker signiert. Das Bild stellt eine Szene in Ankers Geburtsort Ins BE dar.

### Auf der Plattform
Zu sehen ist der Turnplatz vor dem Schulhaus in Ins, der sich auf einer Art Plattform befindet, sowie eine in Zwei-Glied-Formation aufgestellte Gruppe von Jungen, die von ihrem Lehrer per Händeklatschen zu Turnübungen angeleitet werden. Michael Krüger merkt an, dass einige Jungen, die an den Übungen teilnehmen, Schuhe tragen und andere nicht. Er schliesst daraus, dass man damit erkennen kann, dass die Kinder aus unterschiedlich begüterten Familien stammen. Links ist ein Teil eines Bauernhauses zu erkennen, rechts das 1868 errichtete Schulhaus in Ins. Katharina Kellerhals meint zum Schulhaus, dass Schulhäuser «mit Walmdach, Dachreiter und spätklassizistischem Dekor» im Berner Seeland zu dieser Zeit stark verbreitet waren. In der Bildmitte sind entfernt die Dächer weiterer Häuser zu erkennen. Auf dem Podest sind weiter Kletterstangen sowie ein Reck und ein sogenannter Schwedenbalken zu sehen. Weitere Kinder, die Mädchen und die jüngsten Knaben, schauen den Jungen beim Turnen zu.

### Neben der Plattform
Im Vordergrund ist links eine junge Frau mit einem Kleinkind zu sehen, die über die Stützmauer des Podests schauen. Die Frau steht dabei auf zwei Baumstämmen, die parallel zur Stützmauer verlaufen. Kellerhals spekuliert, dass es sich dabei eventuell um zwei Telegrafenmasten handelt, die demnächst aufgestellt werden. Rechts sind zwei Männer stehen geblieben. Einer der beiden Männer hält einen Karren, auf dem Gras sowie eine Sense liegen. Der andere Mann, der mit dem Rücken zum Betrachter steht, hält eine Sense über der Schulter. Ein Autor der NZZ beschrieb 1974 die Szene mit den beiden Männern rechts des Turnplatzes mit den Worten: «Bauern unterbrechen ihre Arbeit, verweilen und diskutieren über das neue Schulfach: die ‹moderne› Schule erregt Aufsehen.»

## Hintergrund, Entstehung und Provenienz

### Hintergrund und Entstehung

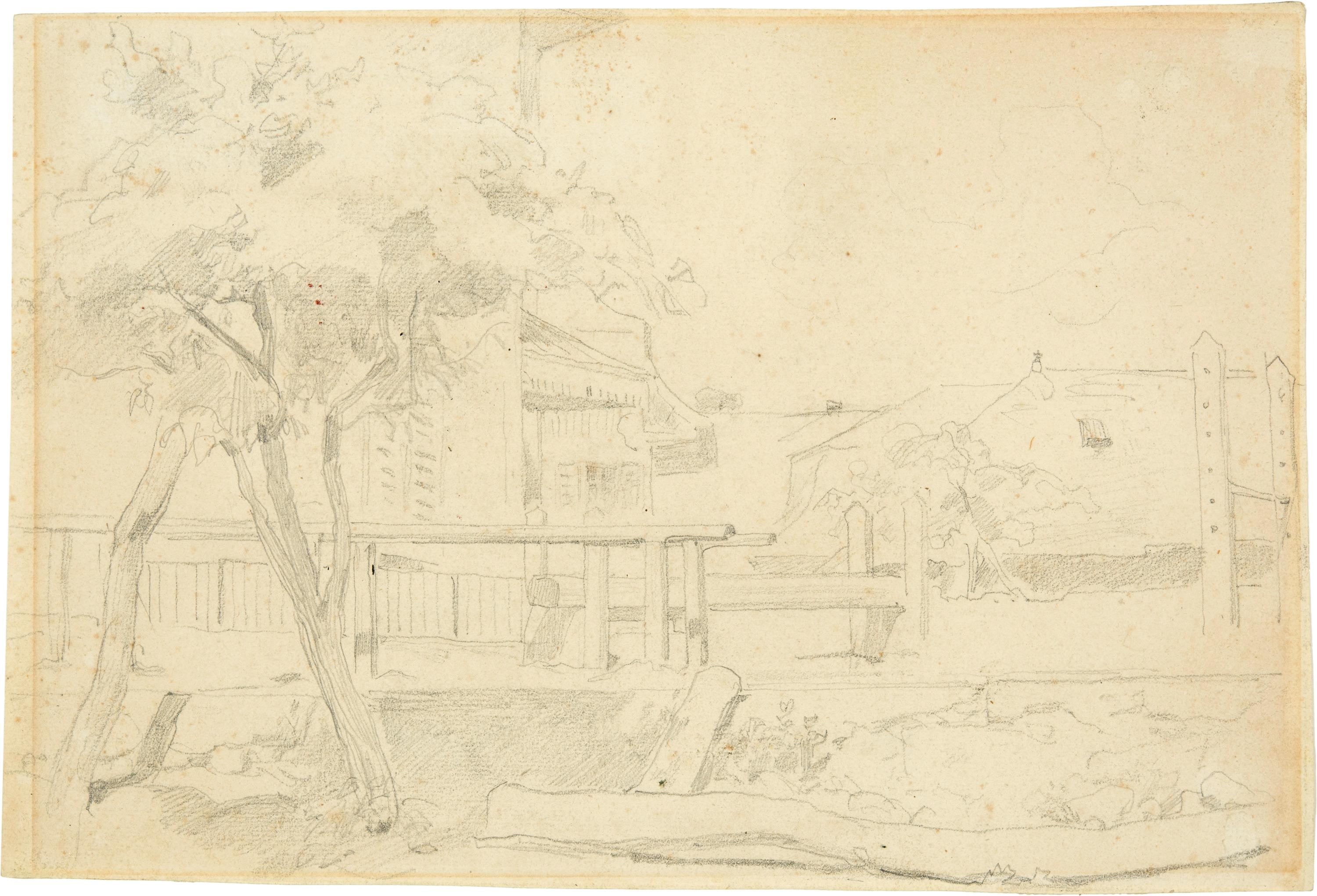
Bleistiftzeichnung Albert Ankers des Schulhausplatzes von Ins. Entstanden um das Jahr 1879, möglicherweise eine Vorstudie zur Turnstunde.

Turnen wurde 1870 im bernischen Schulgesetz verankert und war damals militärisch als ein militärischer Vorunterricht begründet. Entsprechend scheinen die Jungen auf dem Bild das Taktgeben beim Marschieren zu üben. Seit 1875 wurde bei der Rekrutenprüfung auch eine Turnprüfung vorgenommen. Die Mädchen waren damals vom Turnen ausgenommen, aber anders, als es Anker darstellt, schauten die Mädchen nicht den Jungen beim Turnen zu, sondern waren im Schulhaus mit Handarbeiten beschäftigt, die damals drei bis sechs Stunden pro Schulwoche für die Mädchen ausmachten. Der mit drei Lektionen dotierte Sportunterricht für Mädchen wurde erst 1972 vom Bund für verbindlich erklärt.
Anker selbst war bei der Entstehung Mitglied der Schulkommission, Mitglied des Kirchgemeinderats sowie von 1870 bis 1874 Mitglied im Grossen Rat des Kantons Bern und damit mit der schulischen Situation bestens vertraut. Nach Michael Krüger handelte es sich beim Werk um keine Auftragsarbeit.

### Provenienz
Das Gemälde befand sich ab 1880 in der Sammlung des Neuenburger Bankiers und Richters Georges Berthoud, anschliessend in der Sammlung B. Schneider in Neuenburg. Ab 1937 war es in der Sammlung von Hermann Bürki, seit 1962 in einer Privatsammlung in Biel.
2013 wurde das Bild für 7'495'000 Franken an einer Auktion von Koller Auktionen verkauft. Die Summe stellte sowohl für das Auktionshaus als auch für einen Schweizer Maler einen Rekord dar. Ersteigert wurde das Gemälde von Milliardär Christoph Blocher, ein grosser Anhänger Ankers. Blocher begründete den hohen Preis in einem Interview mit dem Kulturmagazin du damit, dass er sich einen Wettkampf mit einem ihm unbekannten Bieter geliefert habe.

## Rezeption

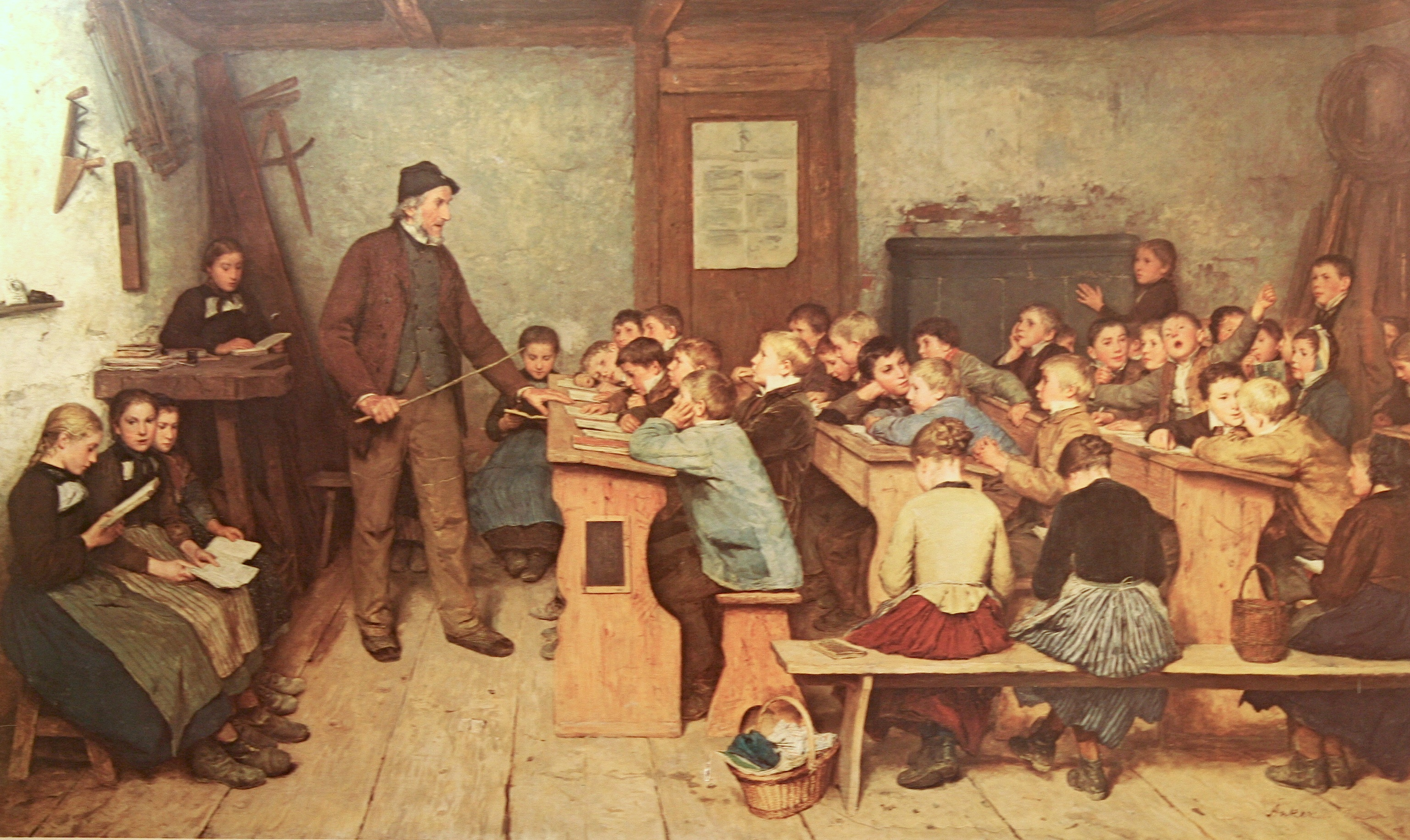
Schulmotive sowie Darstellung von Kindern sind bei Albert Anker häufig. Ein bekanntes Beispiel ist das Gemälde Dorfschule von 1848, das häufig zur Illustration des Themas Schule verwendet wird.

Katharina Kellerhals sieht im Bild, wie auch in anderen Schulbildern Ankers (beispielsweise Dorfschule von 1848), eine intensive Auseinandersetzung des Künstlers mit der entstehenden Volksschule in der Schweiz.
Matthias Frehner kritisierte am Bild 1998 in der NZZ: Penetrant […], dass Anker den «fortschrittlichen Geist», der hier siebenjährige Knaben vor ihrer neuen Schulhauskaserne zum militärischen Gleichschritt antreten lässt, zur sentimentalen Idylle verbrämte. Er fasste seine Bedenken wie folgt zusammen: Modernes Leben? Ja, aber stets in ergebener Loyalität zur Schicht der Brotgeber.
Felix Baumann kritisierte anlässlich einer Anker-Ausstellung im Jahr 2010 das konservative Bild von Albert Ankers Werk, was dessen Werke als «religiöse Idylle» verharmlose. Er hob die Turnstunde in Ins zusammen mit der Ziviltrauuung hervor, die an der Ausstellung fehlten. Die Turnstunde sei ein für die damalige Malerei «völlig unkonventionelle[s] Motiv». Albert Anker habe in diesen fortschrittlichen Entwicklungen in der Schweiz Ende des 19. Jahrhunderts ein «positives, auf die Zukunft gerichtetes Potenzial» gesehen. Die Inhalte seien damals «revolutionär» gewesen, und das passe nicht ins konservative Bild von Sammlern wie Christoph Blocher, der sich gegen eine Liberalisierung des Eherechts und weitere Harmonisierungen im Schulbereich ausgesprochen hatte. 2023 schrieb Blocher in der NZZ allgemein über Anker, dass er Anker schätze, da dieser «als Künstler Realist» und «frei von jedem moralistischen Zwang» sei. Er beschreibe in seinen Bildern den Alltag, ohne diesen zu bewerten.
Matthias Hui benutzte in einer Rezension für die Zeitschrift Neue Wege den teuren Kauf des Gemäldes durch Christoph Blocher, um das grosse Vermögen Blochers zu illustrieren, das durch «exemplarische Selbstverwertung des Kapitals in Zeiten entgrenzter Finanzmärkte» entstanden sei.
2023 schrieb Mirko Plüss in der NZZ in einem Text zum Schulsport über das Gemälde: Die Mädchen sind Zaungäste, ebenso die bäuerliche Bevölkerung, die der neuen Mode skeptisch gegenübersteht und sich zu fragen scheint: Reicht denn die harte Landarbeit nicht mehr, um der Jugend zu Tüchtigkeit zu verhelfen?